# Peter Müller (boxeador)
Peter Müller (24 de febrero de 1927 - 22 de junio de 1992) fue un boxeador de nacionalidad alemana.

## Biografía
Nacido en Colonia, Alemania, en 1949 se casó con Greta Thelen, hija de su entrenador, Jupp Thelen. Finalizada su carrera deportiva, se dedicó al negocio de las máquinas tragamonedas. Peter Müller falleció a los 65 años de edad en Colonia, a causa de un accidente cerebrovascular. Fue enterrado en el Cementerio Südfriedhof de esa ciudad.

### Carrera
Peter Müller se hizo conocido por su postura cuando luchaba. El 8 de junio de 1952 luchó en Colonia por el campeonato de pesos medios contra Hans Stretz, en una pelea que tuvo varias incidencias, enfrentándose con el árbitro y con su suegro, que no podían detener el combate.

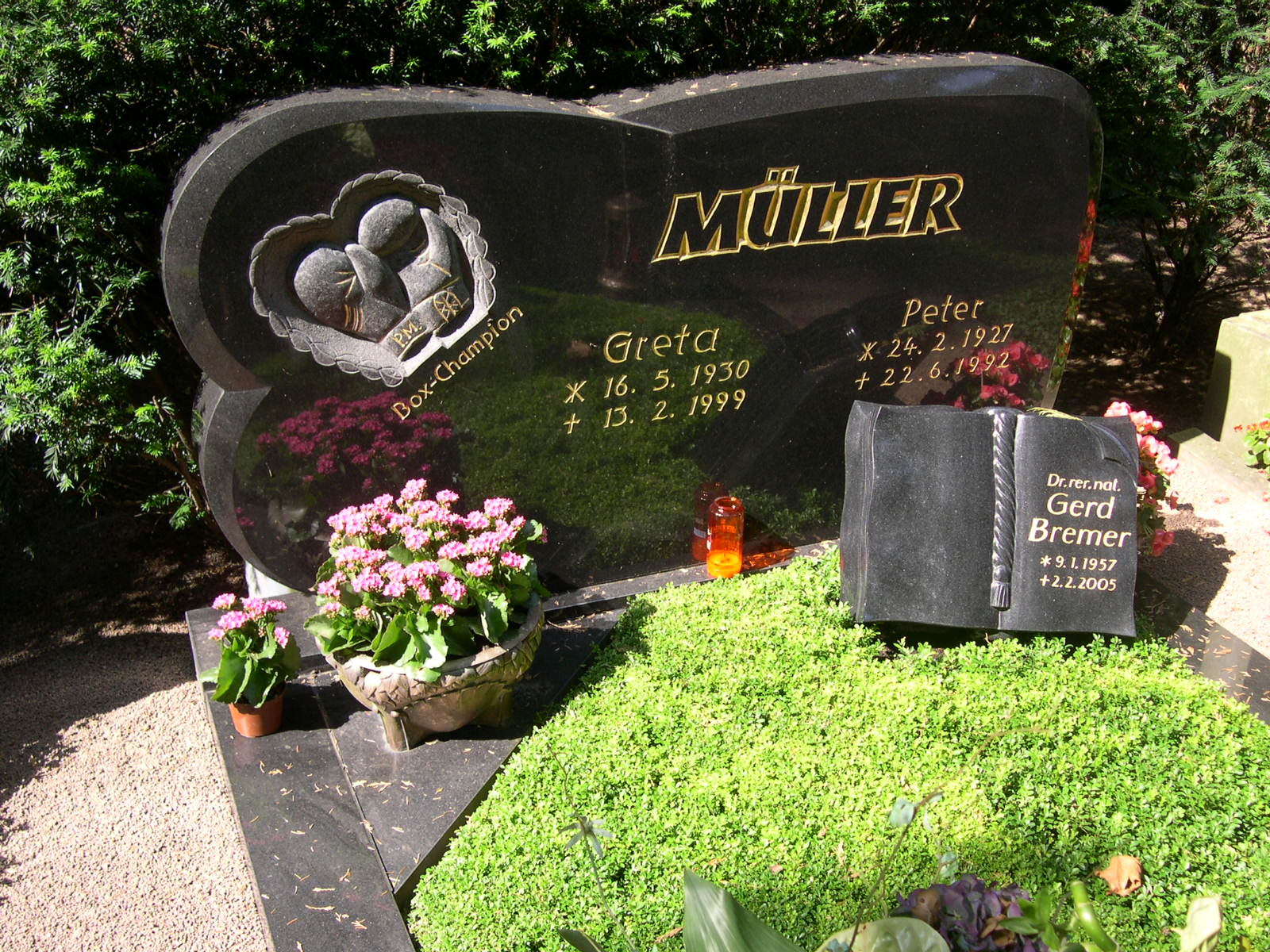
La tumba de Greta y Peter Müller

Como resultado de la pelea, Müller fue suspendido de por vida, aunque la sanción fue levantada a los diez meses. 
Hacia el final de su carrera, y finalizada la misma, intentó ganarse la vida como entrenador y como cantante (cantó los temas „Ring frei, zur ersten Runde, Ring frei, jetzt komme ich…“ y „Rädebomm, dä Jong dä fällt nit om…“). Además, fue artista invitado en el carnaval de su ciudad natal.
En suma, a lo largo de su carrera Peter Müller ganó en cinco ocasiones el campeonato de Alemania de pesos medios, aunque no llegó nunca a obtener el campeonato de Europa. En su primer intento en 1959 contra Bubi Scholz la pelea finalizó a los dos minutos por knockout. Intentó de nuevo el campeonato europeo contra el boxeador húngaro y tres veces campeón olímpico László Papp, perdiendo en 1963 por Knockout en el cuarto asalto. 